# Saint-Germain-au-Mont-d’Or
Saint-Germain-au-Mont-d’Or – miejscowość i gmina we Francji, w regionie Owernia-Rodan-Alpy, w departamencie Rodan.
Według danych na rok 1990 gminę zamieszkiwało 2429 osób, a gęstość zaludnienia wynosiła 447 osób/km² (wśród 2880 gmin regionu Rodan-Alpy Saint-Germain-au-Mont-d’Or plasuje się na 362. miejscu pod względem liczby ludności, natomiast pod względem powierzchni na miejscu 1483.).

## Galeria

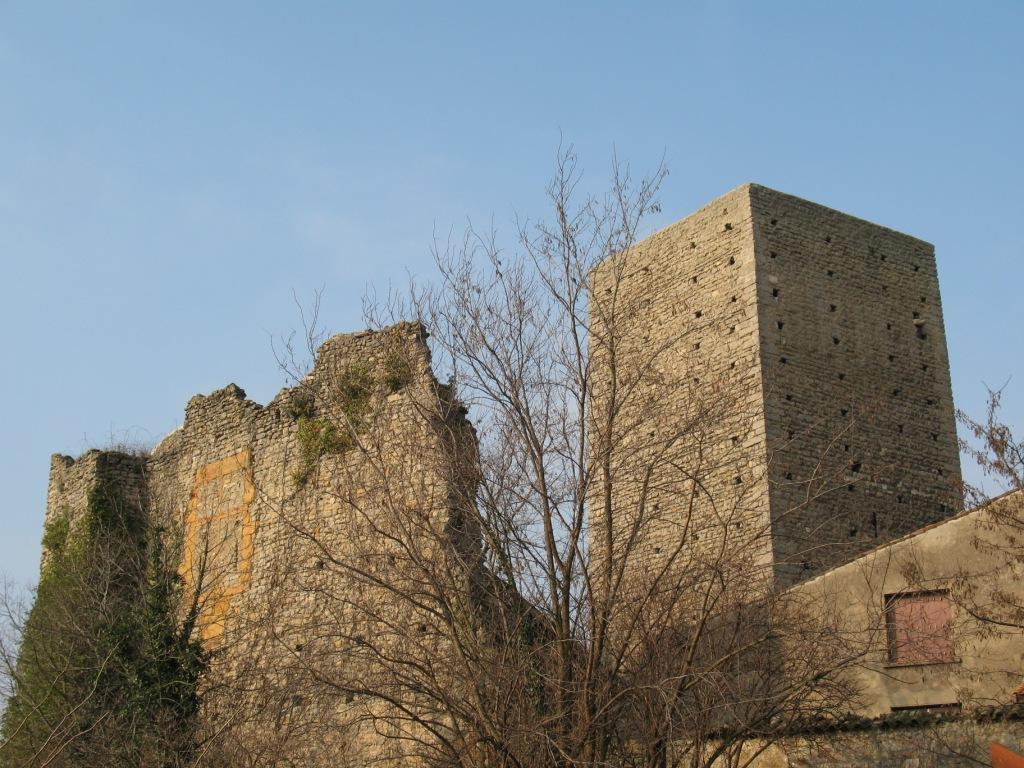
Zamek w Saint-Germain-au-Mont-d’Or, 2007
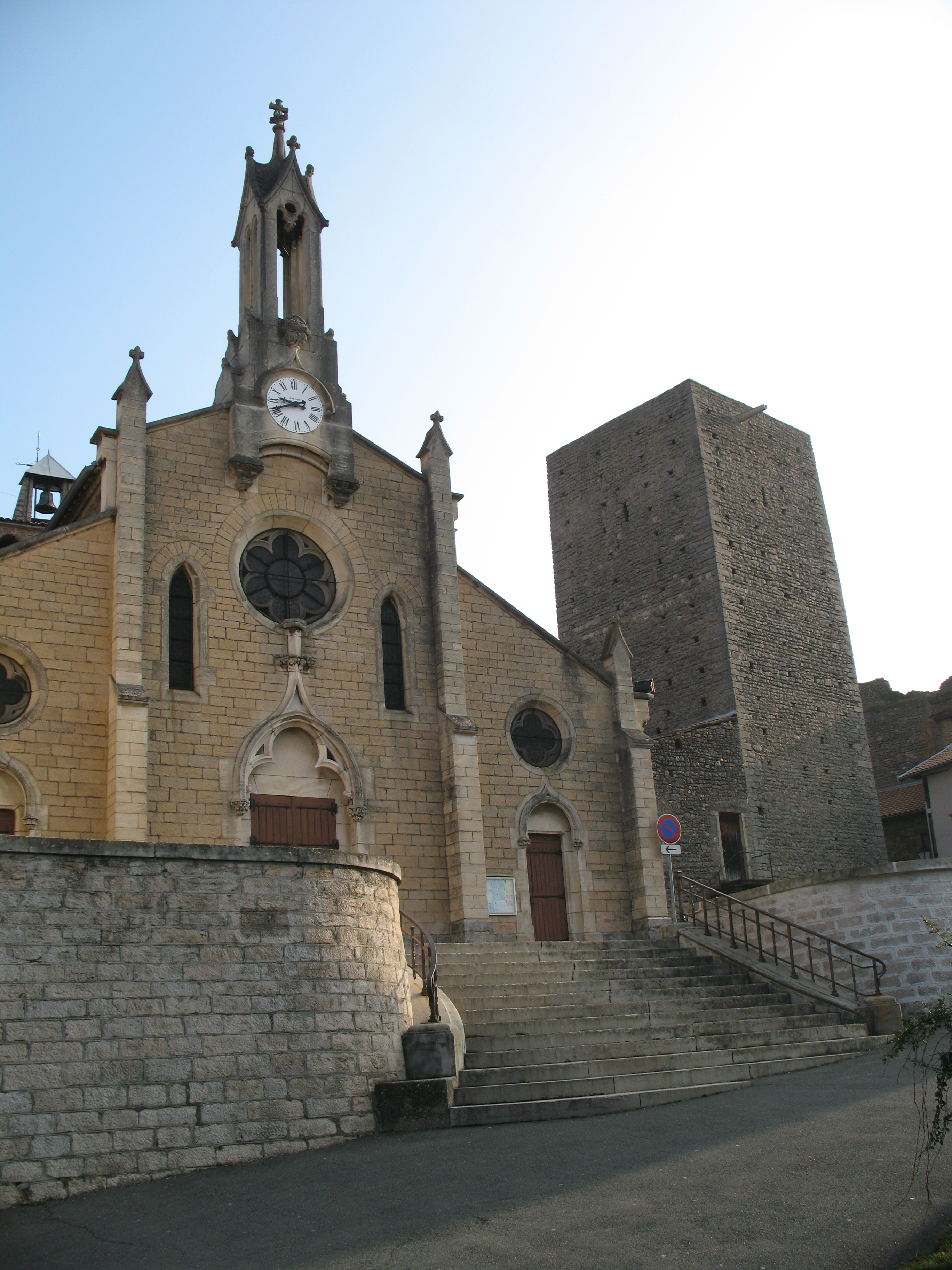
Kościół w Saint-Germain-au-Mont-d’Or, 2007